# Vittorio Mangili
Vittorio Mangili (Milano, 9 ottobre 1922 – Alessandria, 21 ottobre 2024) è stato un giornalista italiano.

## Biografia
Si diplomò al liceo classico e fu studente al Politecnico di Milano. Mangili venne assunto come annunciatore dall'EIAR il 1º giugno del 1945 e vinse un concorso bandito all'indomani della Liberazione. Salì rapidamente i gradini della carriera giornalistica grazie al suo spirito di avventura ed alla pronta intelligenza: fu nominato radiocronista nel 1950, e nel 1956 divenne telecronista ed inviato speciale della Rai.
Proprio come inviato speciale della televisione a Budapest Mangili fu testimone dei drammatici giorni dell'insurrezione ungherese. Come documenta Indro Montanelli nel suo libro Dentro la Storia, pubblicato da Rizzoli nel 1992:
I filmati girati da Mangili furono in seguito l'unica testimonianza audiovisuale dell'aggressione sovietica, e una copia venne consegnata dalla Rai all'ONU per documentare gli avvenimenti.
Dopo i fatti d'Ungheria, Mangili fu testimone di numerosi avvenimenti storici del XX secolo. Si trovò, tra l'altro, a Tokyo durante i giochi olimpici del 1964, a Praga durante l'occupazione sovietica del 1968, sul fronte indiano durante la guerra tra India e Pakistan nel 1971; andò più volte in Israele, Egitto, Kuwait, Libano, Siria e Giordania per documentare gli sviluppi della travagliata storia di quei Paesi, quindi ancora in Biafra, a Cipro e in Uganda.
Tra i servizi televisivi da lui girati si ricordano in particolare quelli su Madre Teresa di Calcutta e i suoi lebbrosari, sulle ascensioni in Himalaya insieme ad una spedizione di alpinisti valdostani che nel 1982 scalò il Kanchenjunga (8603 metri), sulla scalata di Reinhold Messner della parete nord del Makalu (8481 m), avvenuta nel 1986, e sui viaggi al Polo Nord delle spedizioni di Guido Monzino e Ambrogio Fogar.
Un altro interessante reportage di Mangili fu il viaggio a cavallo dalla Turchia alla Cina sulle orme di Marco Polo con Carlo Mauri. Vittorio Mangili seguì come inviato cinque edizioni della Parigi-Dakar e la traversata delle Alpi in mongolfiera a idrogeno (unico italiano con l'operatore Bruno Brunello).
Molti furono anche i servizi televisivi girati da Mangili sulle catastrofi naturali in Italia e all'estero: il disastro del Vajont nel 1963, l'alluvione di Firenze del 1966 e di Genova del 1970, i terremoti di Agadir nel 1960, di Skopje nel 1963, del Belice del 1968, di Tuscania del 1971, del Friuli nel 1976, dell'Irpinia nel 1980.
Complessivamente Vittorio Mangili realizzò oltre 5000 servizi televisivi. Andò in pensione dalla Rai il 9 ottobre del 1987, data in cui faceva parte della redazione giornalistica regionale della Lombardia, ma continuò a collaborare con l'azienda fino al 1991. Visse a Lobbi, frazione del comune di Alessandria.

## Opere
- Giappone spicciolo - Vitalità, 1965
- Maiorca & Mayol in lotta per un record: quota -100 - Diego Fabbri, 1976
- Raccomandato da Dio, ovvero: storie di TV - Schena 1996
- Foglie ingiallite

## Riconoscimenti
- Microfono d'argento (1956) per i servizi dall'Ungheria.
- Microfono d'oro (1975)
- Premio Fiuggi (1979)
- Premiolino (1979)
- Trofeo Italia Operante (1982)
- Leone d'Oro - Trofeo Biennale di Venezia (1983)
- Ambrogino d'oro (1986)
- Premio Aerospaziale (1990)
- Paul Harris Fellow (1990 e 1998)